# Вімміс
Вімміс (нім. Wimmis) — громада  в Швейцарії в кантоні Берн, адміністративний округ Фрутіген-Нідерзімменталь.

## Географія
Громада розташована на відстані близько 35 км на південний схід від Берна.
Вімміс має площу 22,4 км², з яких на 7,7% дозволяється будівництво (житлове та будівництво доріг), 29% використовуються в сільськогосподарських цілях, 47% зайнято лісами, 16,4% не є продуктивними (річки, льодовики або гори).

## Демографія
2019 року в громаді мешкало 2559 осіб (+7% порівняно з 2010 роком), іноземців було 9%. Густота населення становила 114 осіб/км².
За віковим діапазоном населення розподілялося таким чином: 21,6% — особи молодші 20 років, 59,3% — особи у віці 20—64 років, 19% — особи у віці 65 років та старші. Було 1129 помешкань (у середньому 2,2 особи в помешканні).
Із загальної кількості 1362 працюючих 68 було зайнятих в первинному секторі, 815 — в обробній промисловості, 479 — в галузі послуг.